# Karl Fred Dahmen
Karl Fred Dahmen, eigentlich Karl Friedrich Dahmen, (* 4. November 1917 in Stolberg (Rhld.); † 12. Januar 1981 in Preinersdorf am Chiemsee) war ein deutscher Künstler.

## Leben
Karl Fred Dahmen besuchte 1932 und 1933 – bis zu deren Schließung – die Kunstgewerbeschule Aachen. 1933 bis 1936 erlernte er den Beruf eines Gebrauchsgraphikers.
Nach seinem Militärdienst und seiner Kriegsgefangenschaft (1939–1945) besuchte er 1951 erstmals Paris. Inspiriert durch neue Ideen der École de Paris gründete er 1952 mit einigen Kollegen die „Neue Aachener Gruppe“. Seine Kontakte nach Frankreich ermöglichten es ihm, 1953 die erste deutsch-französische Ausstellung unter dem Titel „Heute“ zu organisieren.
1954 war er als Zeichenlehrer an einer Aachener Privatschule tätig. Zwei Jahre später wurde er Mitglied des Deutschen Künstlerbundes. 1958 nahm Dahmen als Gast der Gruppe 53 an deren Ausstellung in der Düsseldorfer Kunsthalle teil und trat schließlich 1959 dieser Künstlervereinigung bei. Im gleichen Jahr konnte er sein Werk auf der documenta II in Kassel einem größeren Publikum präsentieren.
An der Kunstschule Bremen erhielt er 1964 einen Lehrauftrag, wo Jimmi D. Paesler einer seiner Schüler war. 1966 wurde er Mitglied der Neuen Gruppe München und des Westdeutschen Künstlerbundes. Er erhielt 1967 eine Professur an der Akademie der Bildenden Künste in München. Zu seinen Schülern gehörten dort Günther Förg, Dieter Breitschwerdt, Alfred Kaiser, Wolfgang Flatz, Hans Schnell, Dagmar Rhodius, Wolfgang Lauter, Eva-Maria Rapp und Klaus Walterspiel.
1974 wurde Dahmen Mitglied der Akademie der Schönen Künste in München. Ab 1978 wohnte er in Preinersdorf, wo er 1981 starb. Begraben wurde Dahmen auf dem Bergfriedhof in seiner Geburtsstadt Stolberg.
2003 wurde das Werkverzeichnis der zu seinem Gesamtwerk K. F. Dahmen – Werkverzeichnis. Band I 1946–1964 und Band II 1966–1981, erstellt von Thomas Weber,
Archiv Karl Fred Dahmen (Galerie Boisserée, Köln) im Verlag der Kölner Buchhandlung Walther König veröffentlicht.

## Werk
Bei Karl Fred Dahmen ist der Einfluss des Informel schon in seinen Bildern der frühen Werkphase zu finden. Das Frühwerk des Künstlers beinhaltet neben tachistisch orientierten Bildern auch Holzcollagen. Ab Mitte der sechziger Jahre integrierte Dahmen zunehmend verschiedene Gegenstände in seine Bilder; es entstanden Materialbilder und Objektkästen, mit denen Dahmen ähnliche Ziele wie die „Nouveaux Réalistes“ verfolgte, nämlich eine Rückbindung des Kunstwerkes an das Leben über reale Dinge.
Seine Münchner Professur veranlasste Karl Fred Dahmen, sich 1967 in Niederham im Chiemgau niederzulassen, dessen Landschaft sein großes Reservoir wurde (Telelandschaften). In diese Polsterbilder montierte er später Fundstücke aus der Gegend und gestaltete damit symbolhafte Monumente, die der Schönheit zuwiderliefen (Galgenbilder, Chiemgaulegende). In seinen letzten Jahren malte Dahmen helle, stille Bilder voller Chiffren und Notationen.

## Ausstellungen (Auswahl)

### Einzelausstellungen
- 1946: Suermondt-Museum, Aachen
- 1948: Galerie Leithäuser, Wuppertal
- 1951: Galerie Kasper, Ascona (CH)
- 1955: divergences 3, Galerie Arnaud, Paris (FR)
- 1956: K. F. Dahmen, Galerie CCC (Cultureel Contact Centrum), Schiedam (NL), 18.12.1956 – 09.01.1957
- 1959: Karl Fred Dahmen – Gemälde und Graphik 1950–1959, Kunsthalle Mannheim, 23.05. – 21.06.1959
- 1961: K. F. Dahmen, Galerie La Roue, Paris (FR)
- 1963: Karl Fred Dahmen, Lefebre Gallery, New York (USA), 08.10. – 02.11.1963; K. F. Dahmen – Malerei, Collagen, Von der Heydt-Museum, Wuppertal, 01.02. – 27.02.1963
- 1965: K. F. Dahmen – Malereien in Mischtechnik 1957–1965 Kollagen und Graphik Städtisches Museum Mönchengladbach, April 1965
- 1970: Kunstverein Kassel, Kassel
- 1970: Kunstpavillon Soest
- 1972: K. F. Dahmen: Kleine Retrospektive 1962–1972. Galerie Lauter, Mannheim, 25.02. – 12.04.1972
- 1972: K. F: Dahmen: Galgenbilder und Montagekästen 1968–1972, Kunstverein München, 22.11.1972 – 07.01.1973
- 1973: Art Basel, Basel (CH) – Galerie Regio, 20.06. – 25.06.1973
- 1976: K.F. Dahmen – Die Farbradierungen der Chiemgauzeit 1967–1976, Leopold-Hoesch-Museum, Düren, 10.10. – 7.11.1976
- 1976: K. F. Dahmen – Ambiente Objekte, Objektkästen, Collagierte Farbstiftzeichnungen, Gouachen und Prägefarbradierungen, Neue Galerie der Stadt Linz – Wolfgang-Gurlitt Museum, Linz (A), 15.01. – 14.02.1976
- 1979: Art Center, Los Angeles (USA)
- 1985: K. F. Dahmen (1917–1981), Bilder und Montagen, Moderne Galerie des Saarland-Museums, Saarbrücken, 08.09. – 13.10.1985
- 1988: K. F. Dahmen, im Reichert Haus, Kunstverein Ludwigshafen am Rhein e. V., Ludwigshafen am Rhein, 10.05 – 09.06.1988
- 1994: Karl Fred Dahmen – Arbeiten von 1951 – 1980, Art Cologne, Köln – Galerie Boisserée, 10.11. – 16.11.1994
- 2014: “in memoriam” Karl Fred Dahmen (1917 – 1981) – Zeichnungen und Frühwerk, Villa Museum Zinkhütter Hof Stolberg[8]
- 2017: Das Prinzip Landschaft. Karl Fred Dahmen, MKM Museum Küppersmühle für Moderne Kunst, Duisburg, 22.09 – 26.11.2017[9]
- 2017: Das Prinzip Landschaft. Karl Fred Dahmen, Leopold-Hoesch-Museum und Papiermuseum, Düren, 24.09 – 26.11.2017
- 2018: Karl Fred Dahmen, Galerie Boisserée, Köln, 24.01. – 10.03.2018
- 2018: Karl Fred Dahmen zum 100. Geburtstag, Galerie Schlichtenmaier, Schloss Dätzingen, 27.01. – 10.03.2018

### Gruppenausstellungen
- 1958: Kunst des 21. Jahrhunderts (Teil der Weltausstellung 1958), Palais d'Expositions, Charleroi (BE)
- 1959: documenta II – Weltsprache, documenta gesellschaft mbH im Museum Fridericianum, Orangerie und Bellevue-Schloß, Kassel, 11.07. – 11.10.1959
- 1961: Réalitées Nouvelles, Musée d’Art Moderne, Paris (FR)
- 1962: Biennale Exhibition of Prints, National Museum, Tokio (JP)
- 1967: Neue Darmstädter Sezession, Mathildenhöhe-Darmstadt
- 1976: I. Internationale Graphik Biennale, Fredrikstadt (NO)
- 1981: Art Center, Los Angeles (US)
- 2019: Manzoni in Holland, Stedelijk Museum Schiedam (NL), 16.02 – 02.06.2019[10]
- 2021: Art of Another Kind – A New Approach to Post-War Abstraction, SETAREH Gallery, Düsseldorf, 25.06. – 28.08.2021[11]
- 2021: Positionen des deutschen Informel. Von Ackermann bis Zangs, Kunsthalle Schweinfurt, 24.09.2021 – 09.01.2022[12]
- 2022: Messeteilnahme, Art Cologne, Galerie Schlichtenmaier, 16.11. – 20.11.2022

## Studierende
Zu den Absolventen der Akademie der Bildenden Künste München in der Klasse Malerei, Objektkunst und Grafik von Professor Karl Fred Dahmen von 1968 bis 1981 gehören u. a.
- Thom Argauer (1948, † 1999)
- Dietrich Bartscht (* 1951)
- Dieter Breitschwerdt (* 1945)
- Teresa Dietrich (* 1953)
- Elisabeth Endres (* 1942, † 2011)[14]
- Wolfgang Flatz (* 1952)
- Günther Förg (* 1952, † 2013)
- Wolfgang Lauter (* 1946)
- Rita Mühlbauer (* 1941)
- Richard Mühlemeier (* 1948, † 1982)
- Hans Schnell (* 1951, † 2019)
- Hermann Wilhelm (* 1949)
- Johann Zechmeister (* 1949)

## Werke in öffentlichen Sammlungen (Auswahl)

### Deutschland
- Suermondt-Ludwig-Museum, Aachen
- Neue Nationalgalerie, Berlin
- Museum Folkwang, Essen
- Pinakothek der Moderne, München
- Museum Wilhelm Morgner, Soest
- Kunstsammlung der Bundesrepublik Deutschland

### International
- Kunstmuseum Basel (CH)
- Museum Boijmans Van Beuningen, Rotterdam (NL)
- Nasjonalmuseet, Oslo (NO)
- Brooklyn Museum of Art, New York (US)
- Centre Pompidou, Paris (FR)
- Philadelphia Museum of Art, Philadelphie (US)
- Museum Moderne Kunst – Stiftung Ludwig, Wien (AT)

## Werke im öffentlichen Raum
- Physikalisch Chemisches Institut der Universität Heidelberg, 1963, 5 m × 25 m[15]
- Neues Theater Schweinfurt, 1966, 7 m × 12 m[16]

## Nachlass
Seit 2013 befindet sich Dahmens Nachlass, des künstlerischen Œuvres in Köln bei VAN HAM Art Estate. Der Estate umfasst Gemälde, Objektkästen und Papierarbeiten. Zudem führt VAN HAM Art Estate auch den schriftlichen Nachlass mit einer umfangreichen Fotosammlung, welche das Schaffen des Künstlers begleitet und dokumentiert. Ein schriftlicher Teilnachlass befindet sich zudem im Deutschen Kunstarchiv des Germanischen Nationalmuseum Nürnberg. Des Weiteren gibt es Bestände im Zentralarchiv für deutsche und internationale Kunstmarktforschung (ZADIK) am Institut der Philosophischen Fakultät der Universität zu Köln und im documenta archiv, Kassel.

## Veröffentlichungen

### Buchillustrationen
- Reinhard Döhl: So etwas wie eine Geschichte von etwas. Text von Reinhard Döhl mit 6 Lithographien von Karl Fred Dahmen. Handpressendruck von Klaus Burkhardt, in Zusammenarbeit mit der Galerie Müller Stuttgart. Stuttgart 1962.

### Filmografie
- Karl Fred Dahmen: Von Träumen leben. Der Film von Dr. Hans Sirks Lampe aus dem Bayerischen Rundfunk von 1980 zeigt Dahmen mit Studenten seiner Klasse an der Akademie der Bildenden Künste München sowie in Dahmens Atelier in Preinersdorf.[18]